# 旅籠

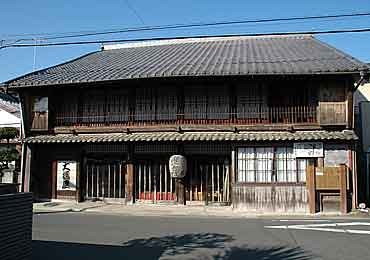
東海道赤坂宿の大橋屋

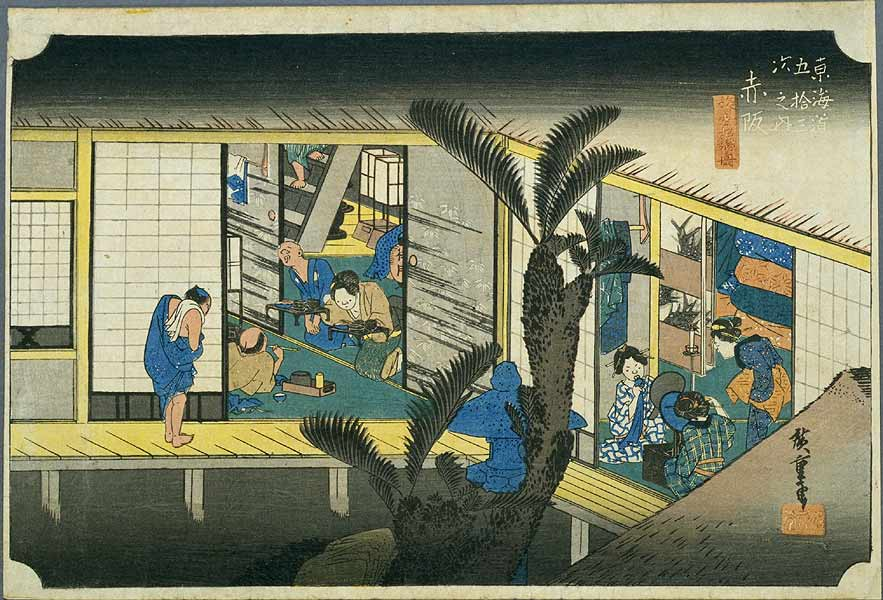
歌川広重『東海道五十三次 赤坂』

旅籠（はたご）または旅籠屋（はたごや）は、旅人を宿泊させ、食事を提供する宿泊施設（旅館）。主に江戸時代に宿場町で営業・呼称していたが、近代以降も旅籠または旅籠屋の名称を宿やホテルの名称として使う場合がある。本稿では主に江戸時代の五街道（東海道・東海道五十三次、中山道・中山道六十九次など）の宿場町の旅籠屋について詳述する。江戸時代の東海道五十三次の宿場には、本陣、脇本陣を筆頭に、約3000軒の旅籠が存在した。

## 概要

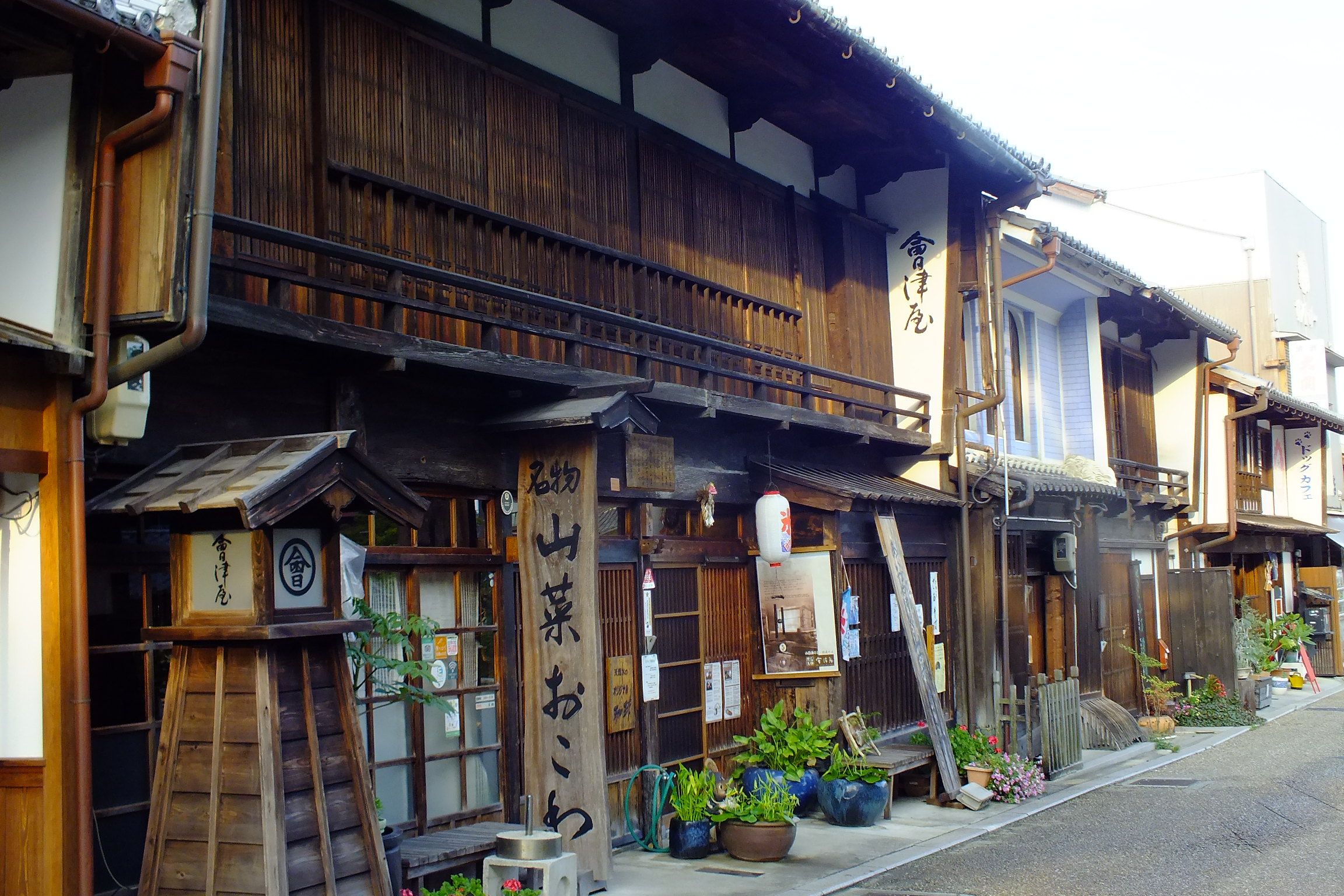
東海道五十三次関宿を代表する旅籠だった会津屋

旅籠という言葉は元々は旅の時、馬の飼料を入れる籠（かご）のことであった。それが、旅人の食糧等を入れる器、転じて宿屋で出される食事の意味になり、食事を提供する宿屋のことを旅籠屋、略して旅籠と呼ぶようになった。
宿屋という視点から見ると、現代の旅館の原点であり、また、旅籠の格式が上がると、本陣 、或いは脇本陣となり、参勤交代の大名や公家、勅使が宿泊する五街道に門を構えるそれらの格式のある旅籠は、名主や旧家が務める事が多かった。その為、本陣等に格式が上がると、幕府に許された、表門、式台付玄関、上段の間等の武家屋敷宛らの門構がある代わりに、一般客を泊めてはならない等の制約があり、参勤交代制度がなくなると、宿屋を続けることが困難になる家も多かった。
江戸時代の五街道には宿場ごとに多くの旅籠があり、武士や一般庶民の泊まり客で賑わった。次第に飯盛女を置く飯盛旅籠と、飯盛女を置かない平旅籠に別れていった。しかし、強引な客引きや飯盛女を嫌ったり、一人旅をしたりする行商人などから、安心して泊まれる宿が欲しい、という要望が増えたため、各地で旅籠による組合（浪花組や一新講社等の旅籠の組合）も出来た（「組合」の節にて詳述）。幕末の参勤交代の廃止や動乱を経て、明治時代になって旧街道が廃れ、鉄道網が発達してくると、徒歩や牛馬による交通が減少し、旅籠も廃業に追い込まれたり、駅前に移転したりするところが相次ぐようになった。現在でも、旧宿場町の同じ場所で昔のままに旅館を営んでいるものは数えるほどしかない。
一般的な旅籠の宿泊代は概ね一泊200 - 300文（現在の貨幣価値で3,000 - 5,000円程度に相当）程度が一般的だった。混雑時には相部屋が求められることもあり、女性の旅客は難儀をしたとされる。参勤交代で宿泊する大名や公家、勅使、また、将軍に献上する茶つぼ等による本陣や脇本陣の利用料は、下賜金という形で渡され、大名だと2、3両（現在の価値でいうと20、30万円）ほどで、扇子など物を贈ることもあった。

## 分類
- 規模によるもの（宿場によって異なるが、大体は間口によって区分された）
  - 大旅籠（本陣）
  - 中旅籠（脇本陣）
  - 小旅籠
- 格式によるもの（参勤交代の大名や公家、勅使等の身分の高い人の宿泊場として、身分の高さ順に、旅籠の格式順にあてがわれた。格式が高い旅籠の主人には苗字帯刀、門や玄関、上段の間を設けることができるなどの特権が認められた）
  - 本陣
  - 脇本陣
  - 一般旅籠
  - 木賃宿
- 業態によるもの（飯盛女の有無による区分）
  - 平旅籠 - 専ら宿泊を旨とする宿。
  - 飯盛旅籠 - 食売旅籠とも。飯盛女によるサービスがある遊興的な要素を持つ宿。

## 特色

### 食事

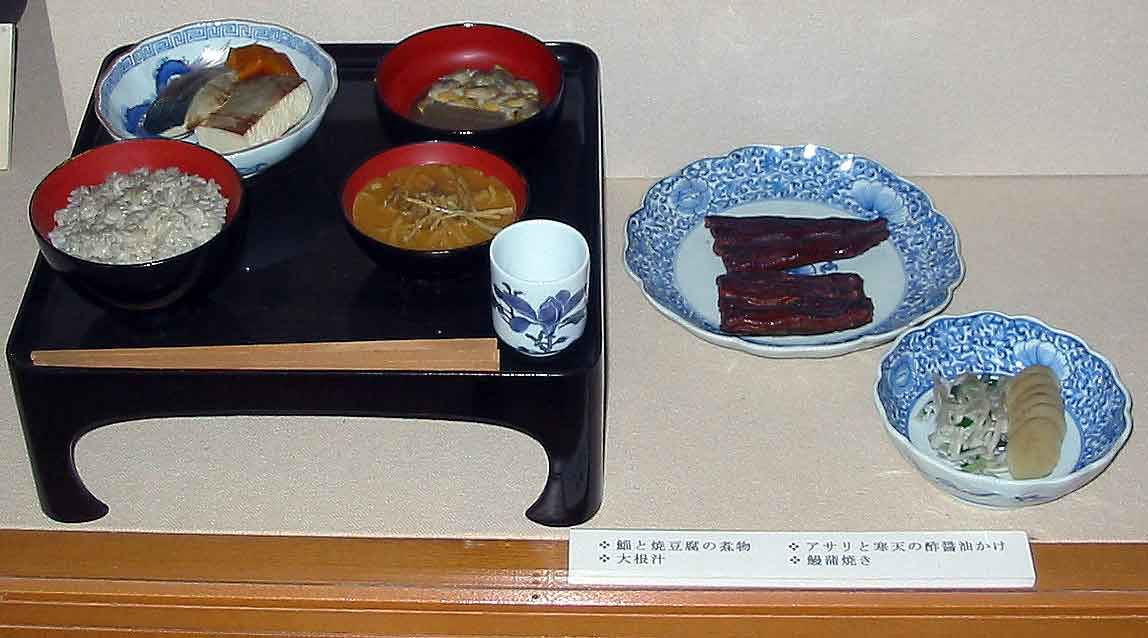
紀伊国屋の夕飯（復元）

以下は大坂の豪商・升屋平右衛門（山片重芳）の『仙台下向日記』（文化10年（1813年））より例示。
- 中山道垂井宿、丸亀屋金子方、宿。
  - 夕飯、（汁）干し大根 （平）竹の子、玉子とし （焼き物）塩ほら
  - 朝飯、（汁）豆腐 （平）わらひ、ふ、ふき、椎茸、焼豆腐 （焼き物）塩鰤
- 東海道新居宿、紀伊国屋弥左衛門方、宿。
  - 夕飯、（汁）大根切干 （平）ほら、焼豆腐、ねんしん （皿）あさり貝、かんてん、酢醤油懸 （鉢）うなぎ
  - 朝飯、（汁）きざみ大根 （平）八杯豆ふ （焼物）かれい （猪口）揚豆腐、角大こん

夕飯は、一汁二、三菜が標準であった。

### 組合

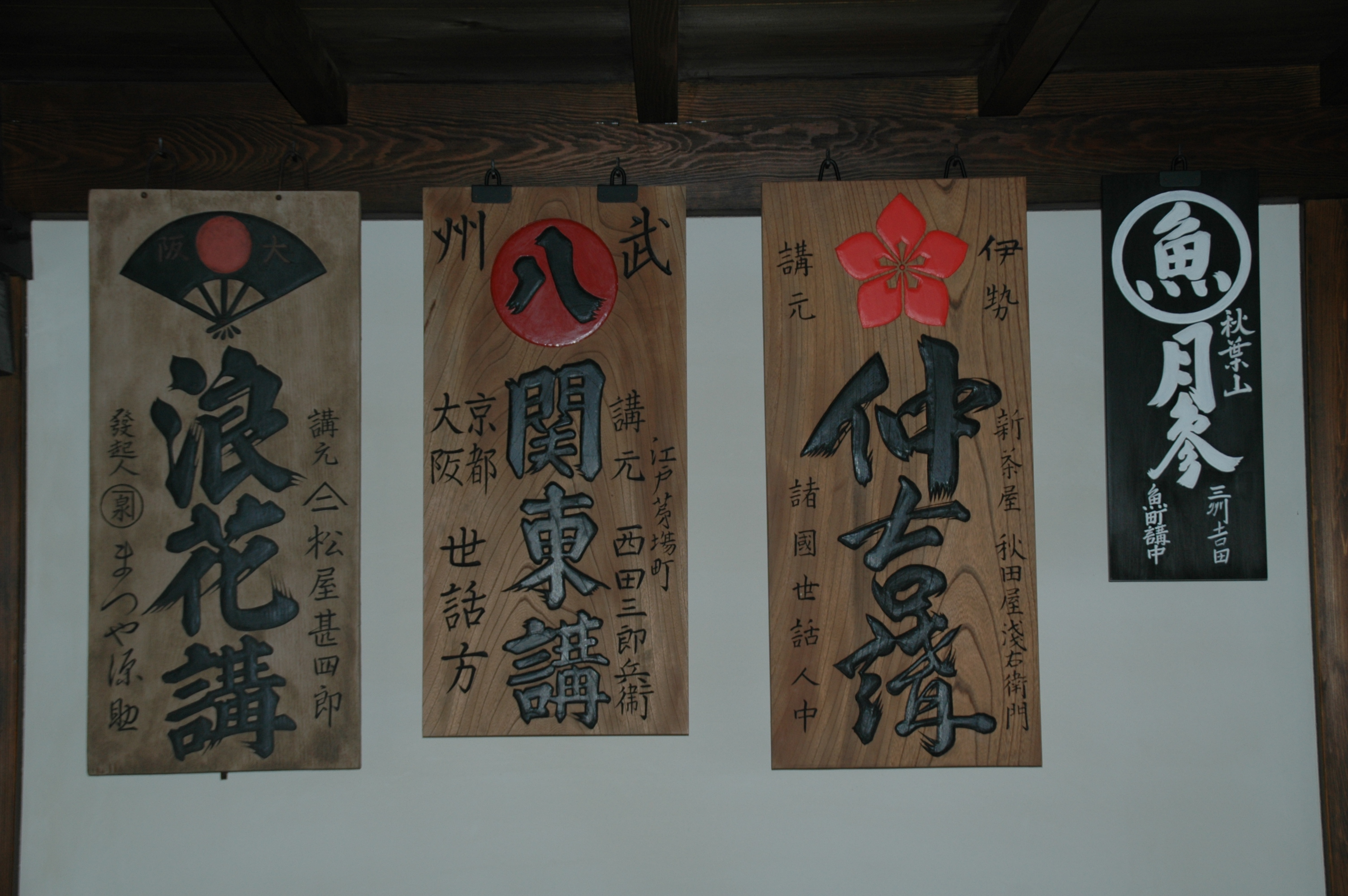
旅籠の講札

江戸時代の中頃になると、強引な客引きや飯盛女を嫌ったり、一人旅をしたりする行商人などから、安心して泊まれる宿が欲しい、という要望が増えたため、各地で旅籠による組合が出来た。
例えば、浪花組（後の浪花講）では、主要街道筋の真面目な優良旅籠を指定し、加盟宿には目印の看板をかけさせるとともに、組合に加入している旅人に所定の鑑札を渡して宿泊の際に提示させるようにした。また、『浪花組道中記』『浪花講定宿帳』を発行し、各宿駅ごとに講加盟の旅籠や休所の名を掲載するとともに、道中記としても役立つ道案内を兼ねた情報を掲載した。また明治に入ると参勤交代の消滅から宿場町の本陣、脇本陣が廃業に追い込まれた。この中で、東海道の興津宿（静岡市清水区）の脇本陣「水口屋〈みなぐちや〉」は、庶民に宿泊の対象を代え、品川宿から伊勢に至る優良旅館の組合「一新講社」をつくった。また、伊藤博文、山縣有朋、西園寺公望も古くから歌枕の清見潟とも呼ばれる風光明媚な興津を度々訪れて「水口屋〈みなぐちや〉（一碧楼 水口屋旅館）」へ投宿をした。
他方、「真誠講」といった団体も「改正浪花講」「一新講社」等と併設されているが、旅で派生した手荷物を安全に運ぶ団体である。この真誠講は、現在の日本通運の前身である。

## 現存する旅籠建築

### 現存し宿泊できる旅籠
以下の旅籠が昔の街道の宿場に現存し、営業を続けていて宿泊することができる。
- 東海道（東海道五十三次）
  - 興津宿旅籠「岡屋」《岡屋旅館》（静岡市清水区）
- 中山道（中山道六十九次）
  - 軽井沢宿旅籠「鶴屋」《つるや旅館》（長野県北佐久郡軽井沢町）
  - 追分宿旅籠「油屋」《油や旅館》（長野県北佐久郡軽井沢町）
  - 芦田宿旅籠「土屋」《金丸土屋旅館》（長野県北佐久郡立科町）
  - 下諏訪宿旅籠「桔梗屋」（長野県諏訪郡下諏訪町）
  - 奈良井宿旅籠「越後屋」《ゑちごや旅館》（長野県塩尻市）
  - 福島宿旅籠「岩屋」《木曽路の宿 いわや》（長野県木曽郡木曽町）
  - 妻籠宿旅籠「松代屋」《松代屋旅館》（長野県木曽郡南木曽町）
  - 大井宿旅籠「角屋」《旅館いち川》（岐阜県恵那市大井町）
  - 細久手宿旅籠「大黒屋」（岐阜県瑞浪市）
  - 垂井宿旅籠「亀丸屋」（岐阜県不破郡垂井町）
- 北国街道
  - 小諸宿「粂屋」（長野県小諸市）[1]

### 現存し公開されている旧旅籠

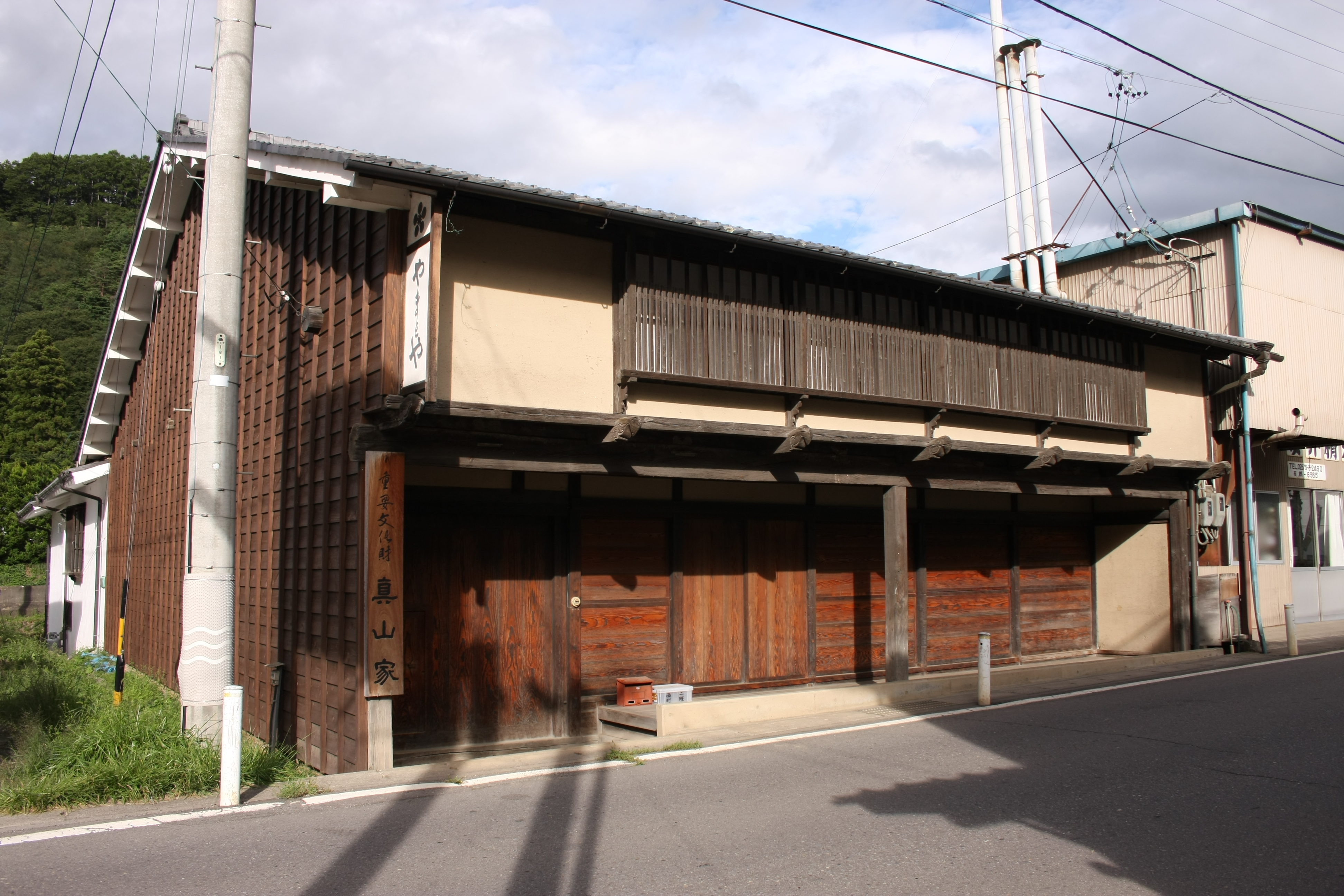
中山道望月宿 大和屋

以下の旧旅籠が昔の街道の宿場に現存し、宿泊はできないが、一般公開されていて、見学することができる。
- 東海道
  - 興津宿旧旅籠脇本陣「水口屋〈みなぐちや〉（一碧楼水口屋）」（静岡市清水区） - 水口屋ギャラリー
  - 岡部宿旧旅籠「柏屋」＜かしばや＞（静岡県藤枝市） - 国の登録有形文化財
  - 日坂宿旧旅籠「川坂屋」（静岡県掛川市）
  - 日坂宿旧旅籠「萬屋」（静岡県掛川市）
  - 新居宿旧旅籠「紀伊国屋」（静岡県湖西市）
  - 二川宿旧旅籠屋「清明屋」（愛知県豊橋市） - 市指定有形文化財
  - 赤坂宿旅籠「大橋屋」（愛知県豊川市） - 2015年3月15日で廃業[3]、2019年4月24日に再開された[4]
  - 関宿旧旅籠「玉屋」（三重県亀山市）
- 北国街道今庄宿旧旅籠「若狭屋」（福井県南越前町）
- 中山道
  - 鵜沼宿旧旅籠「絹屋」（岐阜県各務原市の施設「中山道鵜沼宿町屋館」）
  - 大井宿旧旅籠「池田屋」（岐阜県恵那市の施設「中山道明治天皇大井行在所」）
  - 望月宿旧旅籠「大和屋」（長野県佐久市） - 国の重要文化財[2]

## 旅籠を題材とする作品
- 十返舎一九『東海道中膝栗毛』 - 1802年（享和2年）から1814年（文化11年）にかけて初刷りされた滑稽本。
- 島崎藤村『夜明け前』 - 1929年（昭和4年）から1935年（昭和10年）に『中央公論』に掲載された長編小説。